# Santo Tomás (Islas Vírgenes)
Saint Thomas (en español: Santo Tomás) es una isla ubicada en el mar Caribe. Es la isla principal de las Islas Vírgenes territorio de los Estados Unidos y en ella se ubica la principal ciudad y puerto de la isla Carlota Amalia, que es también la capital del archipiélago. En el censo del año 2000 la población de Saint Thomas era de 51 181 habitantes, que constituían el 47 % aproximadamente de la población de las Islas Vírgenes de los Estados Unidos. La isla tiene una extensión de 80,9 km².

## Historia precolonial
La isla fue ocupada en primer lugar por el pueblo ciboney alrededor del año 1500 a. C. Posteriormente fueron desplazados por los arahuacos y estos a su vez por los caribes. 
Cristóbal Colón habitó la isla en 1493 en su segundo viaje al Nuevo Mundo. Los caribes desaparecieron en las primeras décadas de contacto con los europeos a causa de las enfermedades, la deportación y el exterminio. Es probable que los piratas usaran la isla durante los 150 años que siguieron al descubrimiento de América.

## Periodo colonial danés
Los daneses se establecieron en Saint Thomas en 1666, controlando Dinamarca toda la isla en 1672 por medio de la Compañía Danesa de las Indias Occidentales. Se dividió la isla en plantaciones y el cultivo de la caña de azúcar se convirtió en la principal actividad económica de la isla y de las islas vecinas Saint John y Saint Croix, utilizando principalmente mano de obra de esclavos.
En 1685 la compañía Costa de Oro brandeburguesa tomó el control del comercio de esclavos, estableciendo los alemanes uno de los mercados de esclavos más grandes del mundo. En 1691, Taphus, el principal asentamiento de la isla, fue renombrado como Charlotte Amalie en honor a la esposa del Rey Cristián V; posteriormente fue declarado «puerto libre» por el rey Federico V.  Alrededor de 1740, la mayoría de los trescientos habitantes blancos de la isla pertenecían a la Iglesia Reformada Holandesa o a la iglesia luterana danesa; si bien el idioma oficial era el danés, el lenguaje común era el holandés.  La población negra, que era diez veces mayor, hablaba una lengua criolla alternativamente denominada negerhollands o cariolisch.
A comienzos del siglo XIX, el comercio del azúcar entró en un período de decadencia debido a la competencia de los Estados Unidos y la destrucción provocada por múltiples huracanes. En 1848, fue abolida la esclavitud, provocando un aumento en el costo de la mano de obra agrícola.

## Adquisición por los Estados Unidos

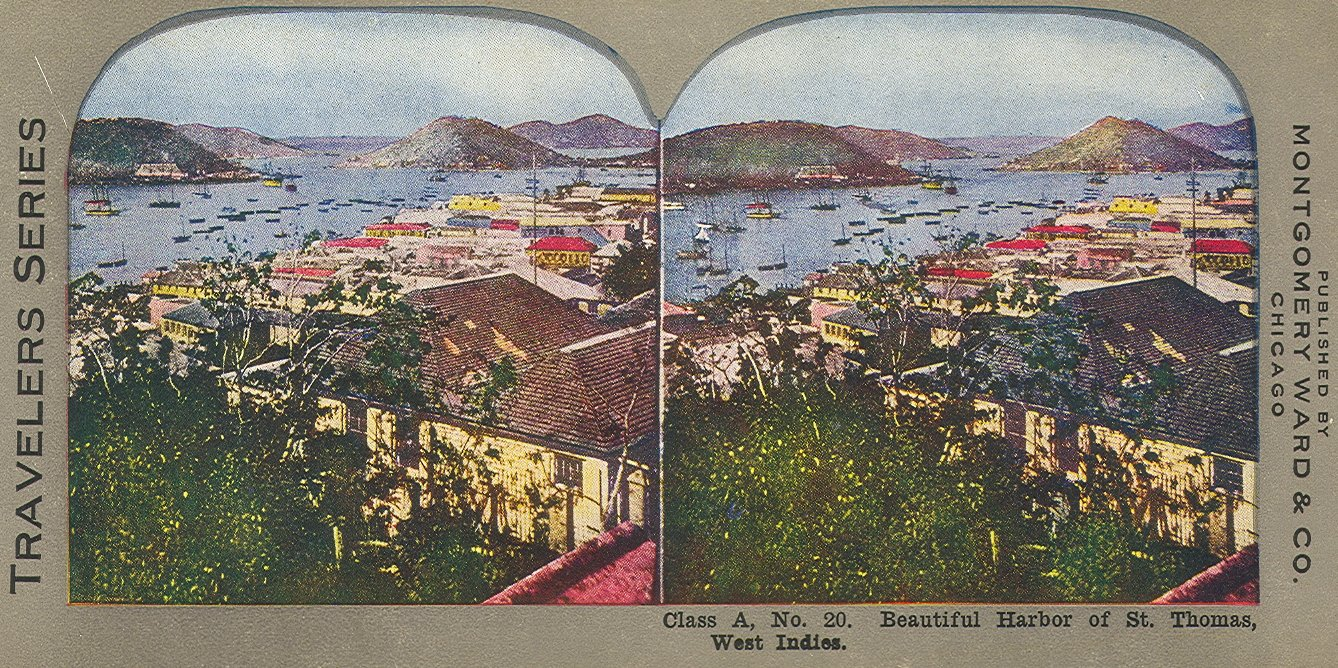
Vista de Santo Tomás en la década de 1900

La posición estratégica de la isla llevó a que en los años 1860 los Estados Unidos pensaran en comprar la isla. En 1917 Saint Thomas, Saint John y Saint Croix fueron adquiridas por los Estados Unidos por 25 millones de dólares. La adquisición formaba parte de un plan de defensa estratégica para mantener el control sobre el mar Caribe y el canal de Panamá. La ciudadanía estadounidense fue concedida a los residentes en el año 1927.
Tras la Segunda Guerra Mundial y el embargo impuesto a Cuba, Santo Tomás se convirtió en un lugar de importancia turística, a pesar de la destrucción provocada por diversos huracanes en 1989 y 1995.
El Aeropuerto Internacional Cyril E. King se encuentra ubicado en la isla.

## Personas destacadas
- Elrod Hendricks (1940-2005) Jugador y entrenador de los Orioles de Baltimore de la MLB. En Puerto Rico jugó con los Cangrejeros de Santurce.
- Camille Pissarro (Saint Thomas, 10 de julio de 1830 – París, 13 de noviembre de 1903), pintor impresionista, considerado como uno de los fundadores del Impresionismo.